# (26546) Arulmani
(26546) Arulmani est un astéroïde de la ceinture principale d'astéroïdes.

## Description
(26546) Arulmani est un astéroïde de la ceinture principale d'astéroïdes. Il fut découvert le 29 février 2000 à Socorro (Nouveau-Mexique) par le projet LINEAR. Il présente une orbite caractérisée par un demi-grand axe de 2,91 UA, une excentricité de 0,02 et une inclinaison de 3,5° par rapport à l'écliptique.

## Compléments